# 58-ма паралель північної широти
58-ма паралель північної широти — лінія широти, що лежить на 58 градусів північніше земної екваторіальної площини. Вона проходить через Європу, Азію, Тихий океан, Північну Америку та Атлантичний океан.
На цій широті під час літнього сонцестояння сонце видно 18 годин 11 хвилин, а під час зимового сонцестояння — 6 годин 27 хвилин.

## Список географічних об'єктів, що перетинає 58° пн. ш.
Починаючи з Гринвіцького меридіану та рухаючись на схід, 58-ма паралель північної широти проходить через:
| Координати                                                   | Країна, територія або море | Примітки |
| ------------------------------------------------------------ | -------------------------- | --- |
| 58°0′ пн. ш. 0°0′ сх. д. / 58.000° пн. ш. 0.000° сх. д.      | Північне море              | |
| 58°0′ пн. ш. 6°59′ сх. д. / 58.000° пн. ш. 6.983° сх. д.     | Норвегія                   | Агдер |
| 58°0′ пн. ш. 7°0′ сх. д. / 58.000° пн. ш. 7.000° сх. д.      | Північне море              | |
| 58°0′ пн. ш. 7°2′ сх. д. / 58.000° пн. ш. 7.033° сх. д.      | Норвегія                   | Агдер — проходить через півострів Ліндеснес[no], північніше найпівденнішої точки Норвегії                           |
| 58°0′ пн. ш. 7°6′ сх. д. / 58.000° пн. ш. 7.100° сх. д.      | Протока Скагеррак          | Проходить між островами Воре та Удворе, Агдер, Норвегія                                                             |
| 58°0′ пн. ш. 7°20′ сх. д. / 58.000° пн. ш. 7.333° сх. д.     | Норвегія                   | Агдер — проходить через острів Хілле[en]                                                                            |
| 58°0′ пн. ш. 7°23′ сх. д. / 58.000° пн. ш. 7.383° сх. д.     | Протока Скагеррак          | |
| 58°0′ пн. ш. 7°30′ сх. д. / 58.000° пн. ш. 7.500° сх. д.     | Норвегія                   | Агдер — проходить через острів Скьєрной[en]                                                                         |
| 58°0′ пн. ш. 7°32′ сх. д. / 58.000° пн. ш. 7.533° сх. д.     | Протока Скагеррак          | Проходить між островами Увор[no] та Сонгвор[en], Агдер, Норвегія                                                    |
| 58°0′ пн. ш. 11°32′ сх. д. / 58.000° пн. ш. 11.533° сх. д.   | Швеція                     | Вестра-Йоталанд — проходить через острів Чьорн[en]                                                                  |
| 58°0′ пн. ш. 11°45′ сх. д. / 58.000° пн. ш. 11.750° сх. д.   | Затока Хакефьйорден[sv]    | |
| 58°0′ пн. ш. 11°49′ сх. д. / 58.000° пн. ш. 11.817° сх. д.   | Швеція                     | Вестра-Йоталанд — проходить через крайній південь острова Вісінгсьо на озері Веттерн Йончепінг Естерйотланд Кальмар |
| 58°0′ пн. ш. 16°47′ сх. д. / 58.000° пн. ш. 16.783° сх. д.   | Балтійське море            | Проходить північніше островів Готланд та Форе, Швеція                                                               |
| 58°0′ пн. ш. 22°1′ сх. д. / 58.000° пн. ш. 22.017° сх. д.    | Естонія                    | Проходить через острів Сааремаа                                                                                     |
| 58°0′ пн. ш. 22°11′ сх. д. / 58.000° пн. ш. 22.183° сх. д.   | Балтійське море            | Ризька затока |
| 58°0′ пн. ш. 24°25′ сх. д. / 58.000° пн. ш. 24.417° сх. д.   | Естонія                    | Пярнумаа |
| 58°0′ пн. ш. 24°55′ сх. д. / 58.000° пн. ш. 24.917° сх. д.   | Латвія                     | Валміерський район — приблизно на 19,8 км                                                                           |
| 58°0′ пн. ш. 25°15′ сх. д. / 58.000° пн. ш. 25.250° сх. д.   | Естонія                    | Вільяндімаа — приблизно на 2,7 км                                                                                   |
| 58°0′ пн. ш. 25°18′ сх. д. / 58.000° пн. ш. 25.300° сх. д.   | Латвія                     | Валміерський район — приблизно на 8,6 км                                                                            |
| 58°0′ пн. ш. 25°27′ сх. д. / 58.000° пн. ш. 25.450° сх. д.   | Естонія                    | Вільяндімаа Валгамаа Пилвамаа                                                                                       |
| 58°0′ пн. ш. 27°41′ сх. д. / 58.000° пн. ш. 27.683° сх. д.   | Росія                      | Проходить через Перм та Усть-Ілімськ                                                                                |
| 58°0′ пн. ш. 140°33′ сх. д. / 58.000° пн. ш. 140.550° сх. д. | Охотське море              | |
| 58°0′ пн. ш. 157°40′ сх. д. / 58.000° пн. ш. 157.667° сх. д. | Росія                      | Проходить через Камчатський півострів                                                                               |
| 58°0′ пн. ш. 161°59′ сх. д. / 58.000° пн. ш. 161.983° сх. д. | Берингове море             | |
| 58°0′ пн. ш. 157°37′ зх. д. / 58.000° пн. ш. 157.617° зх. д. | США                        | Аляска — проходить через півострів Аляска                                                                           |
| 58°0′ пн. ш. 155°2′ зх. д. / 58.000° пн. ш. 155.033° зх. д.  | Протока Шеліхова[en]       | |
| 58°0′ пн. ш. 153°5′ зх. д. / 58.000° пн. ш. 153.083° зх. д.  | США                        | Аляска — проходить через острови Малиновий[en] та Афогнак[en]                                                       |
| 58°0′ пн. ш. 152°47′ зх. д. / 58.000° пн. ш. 152.783° зх. д. | Тихий океан                | Аляскинська затока                                                                                                  |
| 58°0′ пн. ш. 136°31′ зх. д. / 58.000° пн. ш. 136.517° зх. д. | США                        | Аляска — проходить через острови Якобі[en], Чикагова та Адміралтейський                                             |
| 58°0′ пн. ш. 133°3′ зх. д. / 58.000° пн. ш. 133.050° зх. д.  | Канада                     | Британська Колумбія Альберта Саскачеван Манітоба                                                                    |
| 58°0′ пн. ш. 92°49′ зх. д. / 58.000° пн. ш. 92.817° зх. д.   | Гудзонова затока           | |
| 58°0′ пн. ш. 77°12′ зх. д. / 58.000° пн. ш. 77.200° зх. д.   | Канада                     | Квебек Ньюфаундленд і Лабрадор                                                                                      |
| 58°0′ пн. ш. 62°9′ зх. д. / 58.000° пн. ш. 62.150° зх. д.    | Атлантичний океан          | |
| 58°0′ пн. ш. 7°6′ зх. д. / 58.000° пн. ш. 7.100° зх. д.      | Велика Британія            | Шотландія — проходить через острів Льюїс-енд-Гарріс                                                                 |
| 58°0′ пн. ш. 6°23′ зх. д. / 58.000° пн. ш. 6.383° зх. д.     | Протока Норт-Мінч          | |
| 58°0′ пн. ш. 5°19′ зх. д. / 58.000° пн. ш. 5.317° зх. д.     | Велика Британія            | Шотландія |
| 58°0′ пн. ш. 3°52′ зх. д. / 58.000° пн. ш. 3.867° зх. д.     | Північне море              | |